# Keigo Shinzō
Keigo Shinzō (prefettura di Ishikawa, 23 gennaio 1987) è un fumettista giapponese. 
Si è laureato presso l'Università di Tokyo Zokei, presso il dipartimento di belle arti e di pittura. È sposato con Natsuko Taniguchi, anch'ella fumettista.
La sua opera d'esordio si intitola Nankin. Successivamente, nel 2009, cominciò la serializzazione di Moriyama Naka Driving School, sulla rivista Monthly Big Comic Spirits (la companion di Big Comic Spirits, edita da Shōgakukan). Nel 2018 è cominciata la serializzazione di Randagi nella rivista Monthly Morning two (Kōdansha).

## Biografia
Dopo essersi diplomato alla Scuola Superiore d'Arte della Prefettura di Saitama, si è laureato presso l'Università di Tokyo Zokei, presso il dipartimento di belle arti, e di pittura.
Dopo aver partecipato allo "Spirits Award" di Weekly Big Comic Spirits (Shōgakukan), ha debuttato con Nankin quando era al terzo anno di università.
Successivamente, nel 2009, cominciò la serializzazione di Moriyama Naka Driving School, sulla rivista Monthly Big Comic Spirits, mentre Our Funka Festival era pubblicato su Weekly Big Comic Spirits.
Nel dicembre 2012 ha ricevuto il premio New Face Award al 16° Japan Media Arts Festival nella categoria Manga Division.
Nel 2018 è cominciata la serializzazione di Randagi, che tuttavia il 30 aprile 2020 fu temporaneamente sospesa per via delle cure anti-cancro dell'autore. L'opera è stata conclusa a ottobre 2020 e a maggio 2021 fu pubblicata in Italia.

## Influenze
Shinzo ha dichiarato che l'autore da cui è stato maggiormente influenzato è Taiyō Matsumoto e la lettura del manga Ping Pong lo ha spinto definitivamente ad intraprendere la carriera di mangaka.

## Opere
- Moriyama Naka Driving School (agosto 2010, Shogakukan)
- Our Funka Festival (luglio 2012, Shogakukan) ISBN 978-4-09-184599-3
- Typhoon Day: Keigo Shinzo Short Stories (luglio 2012, Shogakukan) ISBN 978-4-09-184600-6
- Midori no Hoshi (Weekly Big Comic Spirits, numero 13 del 2013 (pubblicato il 25 febbraio 2014) - numero 11 del 2014 (pubblicato il 10 febbraio 2014), Shogakukan, tutti e 4 i volumi)
  1. Giugno 2013,ISBN 978-4-09-185229-8
  2. Settembre 2013,ISBN 978-4-09-185409-4
  3. Dicembre 2013,ISBN 978-4-09-185690-6
  4. Marzo 2014,ISBN 978-4-09-186019-4
- Tokyo Alien Brothers (Shogakukan, 3 volumi)
- Sentimental no reaction
- Holiday Junction: Keigo Shinzo Short Edit (7 luglio 2016, Shogakukan) ISBN 978-4-09-187708-6
- Randagi ("Monthly Morning two" n. 6 2018[7] n. 10, 2020, Kodansha, tutti e 4 i volumi)
- Hirayasumi (aprile 2021, Shogakukan)